# 福字

春節時貼的「福」字樣式

“福”字是新春时的一个传统习俗，与爆竹、春联、年画一样，成为春节的一种象徵。寄托了人们对幸福生活的向往，也是对美好未来的祝愿。

## 福字倒贴的传说

倒「福」樣式

关于倒贴“福”字的来历有三种有趣的传说：

### 馬皇后說
明太祖朱元璋攻占南京后，命心腹悄悄在曾经支持和帮助过自己的人家门上贴一“福”字，以便第二天将门上没有“福”字的人家通通按暗通元贼杀掉。好心的马皇后得知这一情况后，为消除这场灾祸，遂令全城大小人家必须连夜在各自门上贴一个“福”字。于是，各家各户都遵懿旨照办。其中有一廖姓人家因为不识字，把“福”字给贴倒了。第二天，朱元璋命令御林军把没有贴“福”字的人家满门抄斩。不料没过多久，御林军头目却前来回禀说，全城家家都贴有“福”字。朱元璋一听，不由勃然大怒。御林军头目接着又说，有一家人把“福”字倒着贴在了门上。朱元璋听了更加生气，立即命令御林军把那家人一个不留全部杀掉。马皇后一看事情不好，忙对朱元璋说：“那家人知道您今日来访，故意把‘福’字贴倒了，这不是‘福到’的意思吗?”朱元璋听完后立刻转怒为喜，便消除了杀人的念头，一场大祸得以避免。从此以后，有些人便将“福”字倒贴起来。

### 慈禧太后說
中国古代历来有“腊月二十四，家家写大字”的风俗。清光绪某年腊月二十四，慈禧太后传旨，叫翰林院的翰林写些庆贺春节的对联。这些翰林们拿出浑身解数，用尽华美辞藻，写好之后恭送太后过目。太后见其中连个“福”字都没有，很是不高兴。翰林们见老佛爷生气，吓得忙跪在地上说：“请老佛爷指教。”太后说：“去写几个‘福’字来。”翰林们忙回去写了一堆“福”字送上，太后从中挑了几张，让大总管李连英带着太监到宫内各处去张贴。没曾想有个太监不识字，把一个“福”字贴倒了，但当晚谁也没有发现。第二天，太后出来欣赏对联和“福”字，碰巧据看到了那个贴倒了的“福”字。她刚要发怒，李连英脑子一转，急忙上前说：“老佛爷请息怒，这是奴才有意把它倒着贴的。这‘福’字倒贴，就是‘福’倒了，福到了，不是大吉大利吗？”慈禧听后，果然转怒为喜，不但没惩罚那个太监，还赏了他几两银子。

### 恭王府
清咸丰年间的一个春节前夕，恭王府大管家为讨主子欢心，写了几个斗大的“福”字，叫人贴于库房和王府的大门上。有一家丁因目不识丁，竟将大门上的“福”字贴倒了。为此恭亲王的福晋十分气恼，欲鞭罚惩戒。幸好大管家是个能说善辩之人，他怕福晋怪罪下来连累自身，慌忙跪倒陈述：“奴才常听人说，恭亲王寿高福大造化大，如今大福真的倒（到）了，乃吉祥之兆。”福晋一听，转怒为喜，心想怪不得过往行人都说恭亲王福倒（到）了，吉语说千遍，金银增万贯，一般的奴才还真想不出这招，遂赏管家和家丁各50两银子。

## 福字文化
福字是一个吉祥的字。现在的福字已经不局限于新年帖在门上，已经形成了一种文化，小到钥匙链、玉佩、大到室内装饰、汽车装饰等等饰物都有福字的身影，福同样也常常出现在影视、书籍当中，福字文化已经容入了华人的生活中。

## 商業應用
香港有一即食麵品牌福字麵即以福字命名。

## 圖片集

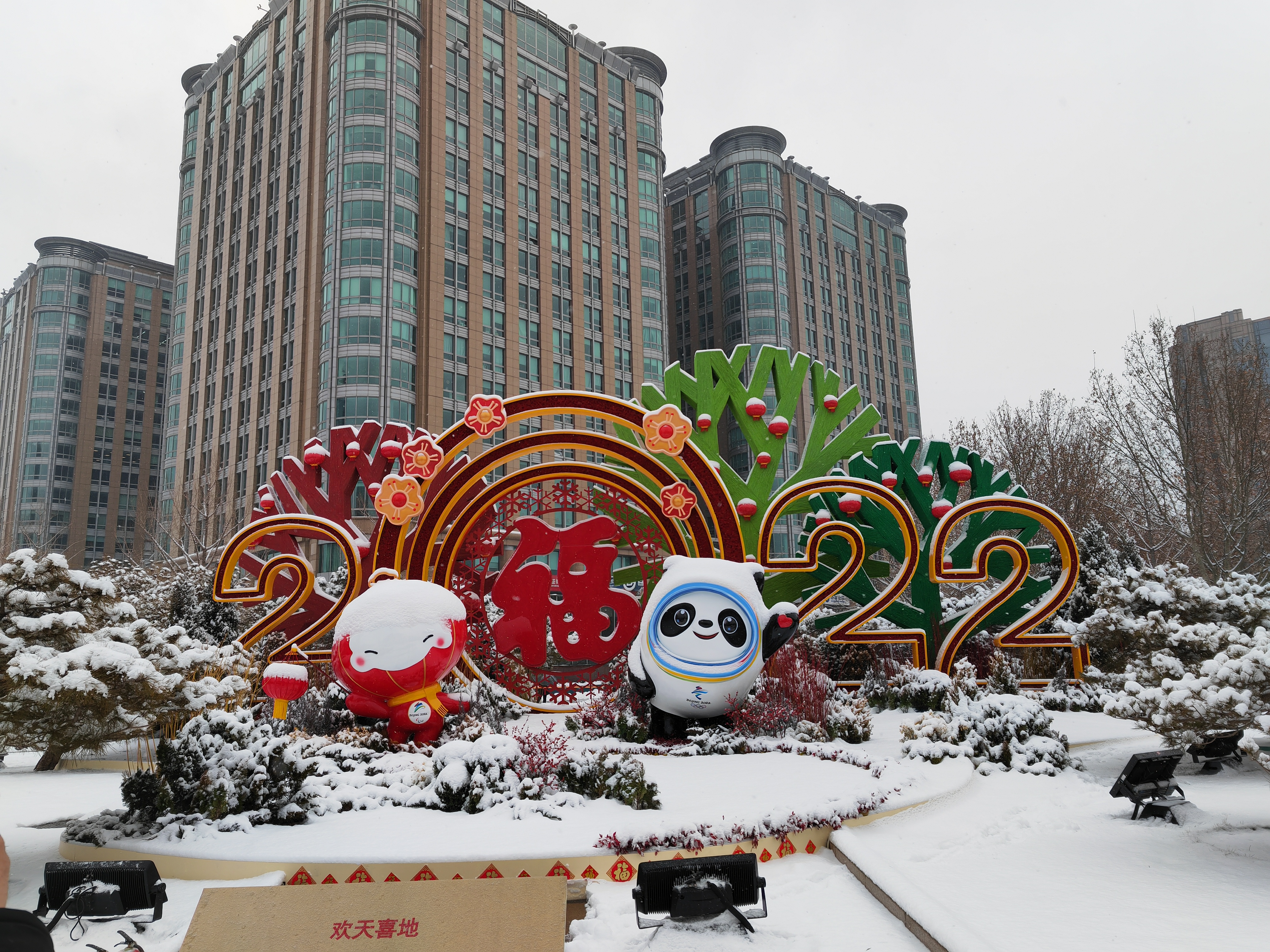
2022年北京冬季奥运会长安街主题花坛“欢天喜地”
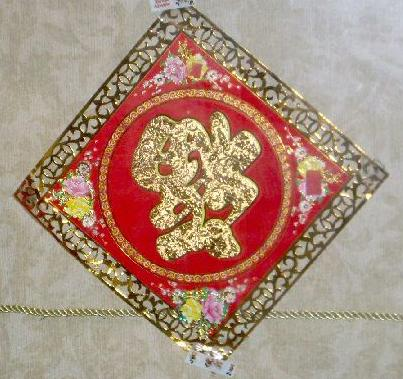
現代倒貼福字斗方
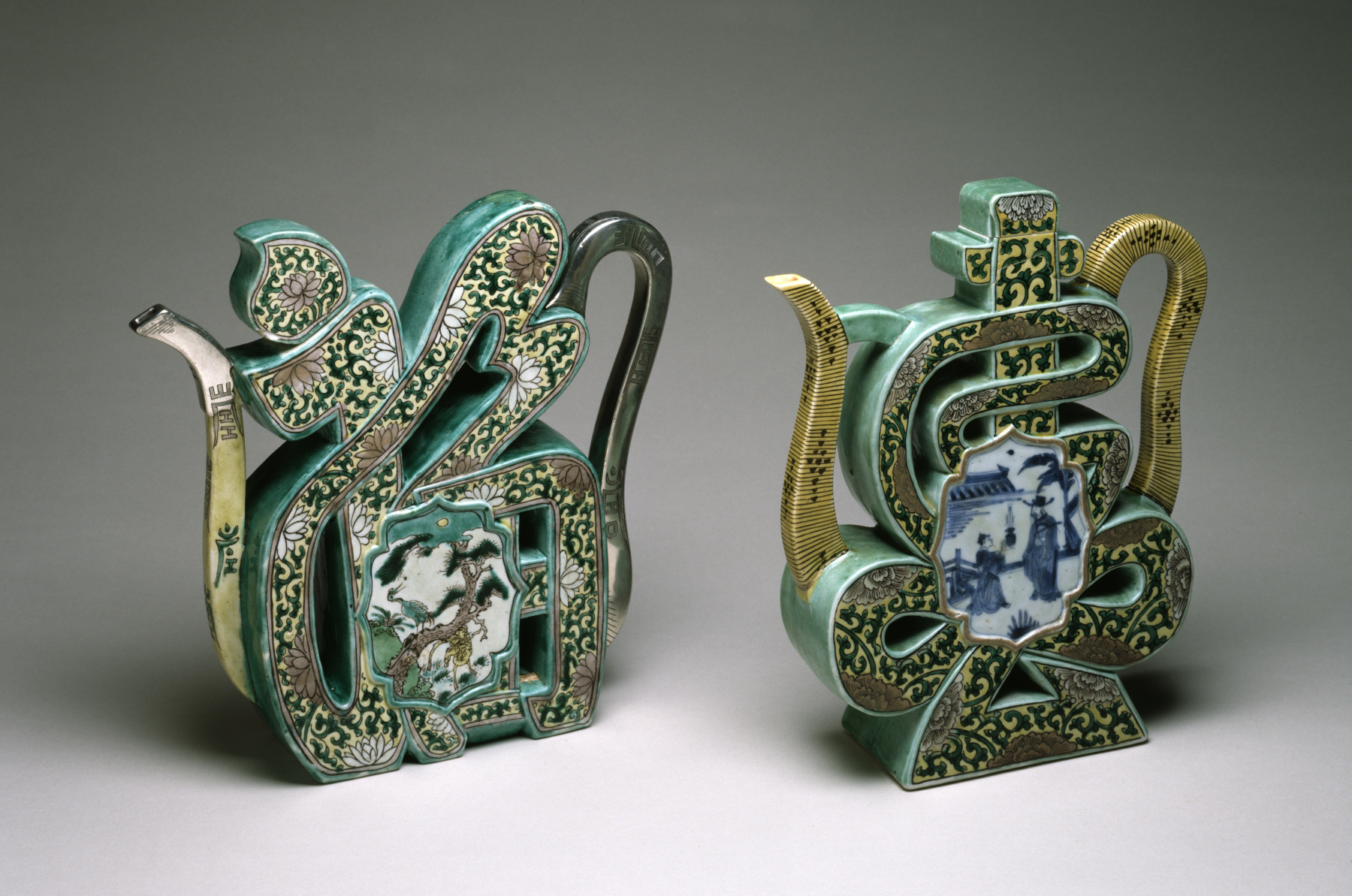
一對五彩酒壺，左為「福」，右為「壽」。
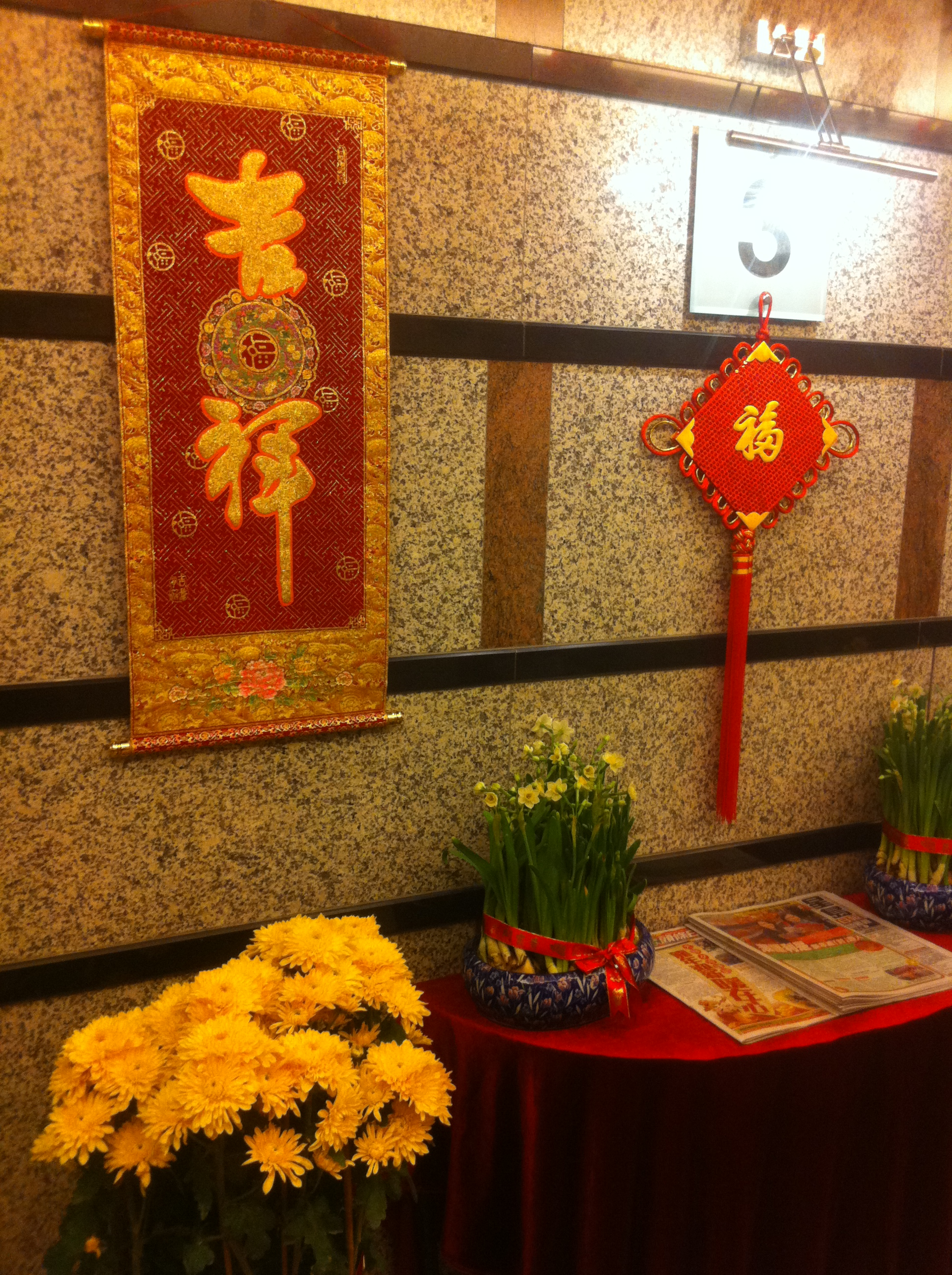
香港的農曆新年裝飾品，右邊是福字中國結。
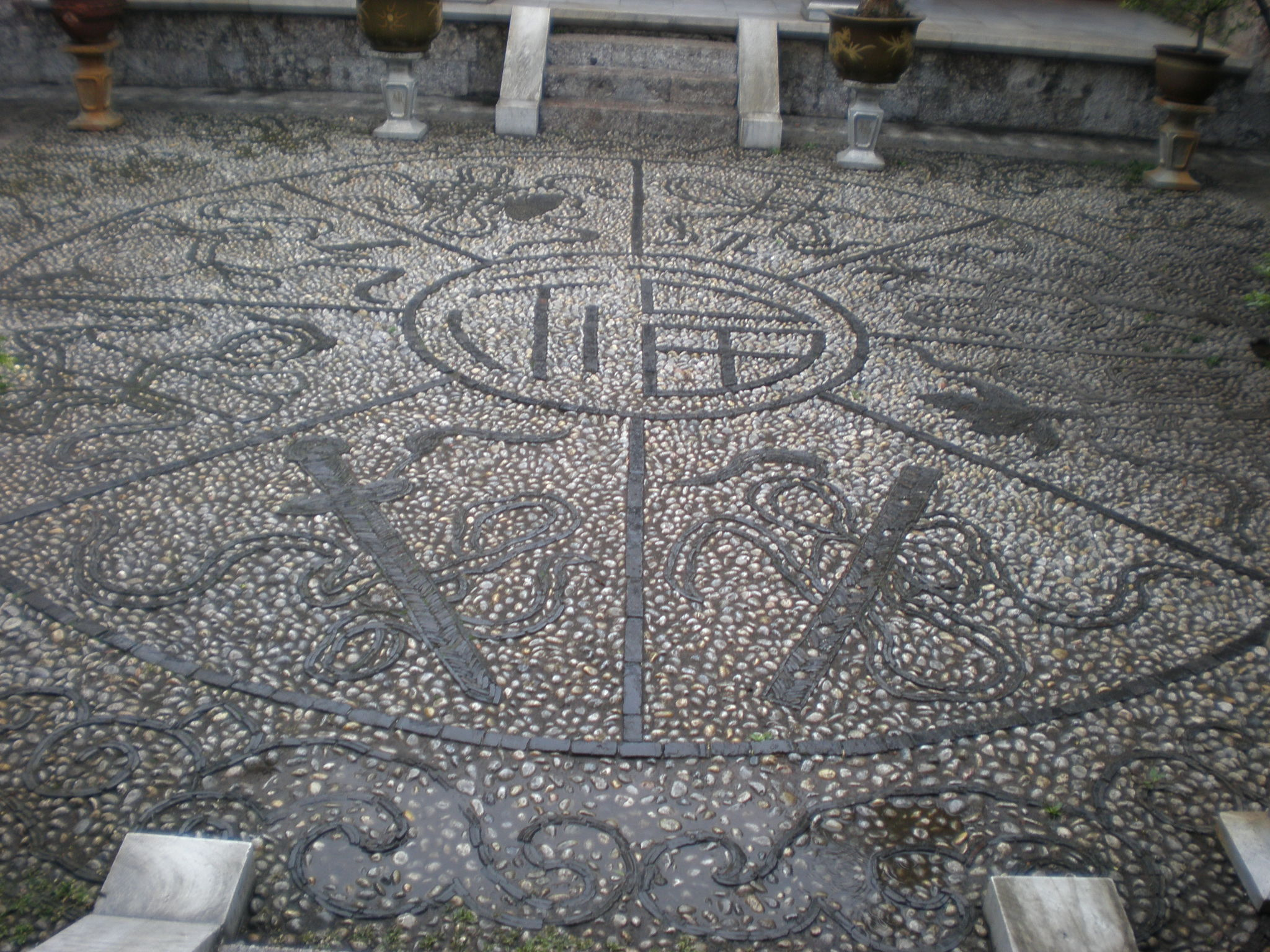
雲南麗江古城木府小庭院裡的鵝卵石鑲嵌圖案，中間是福字。
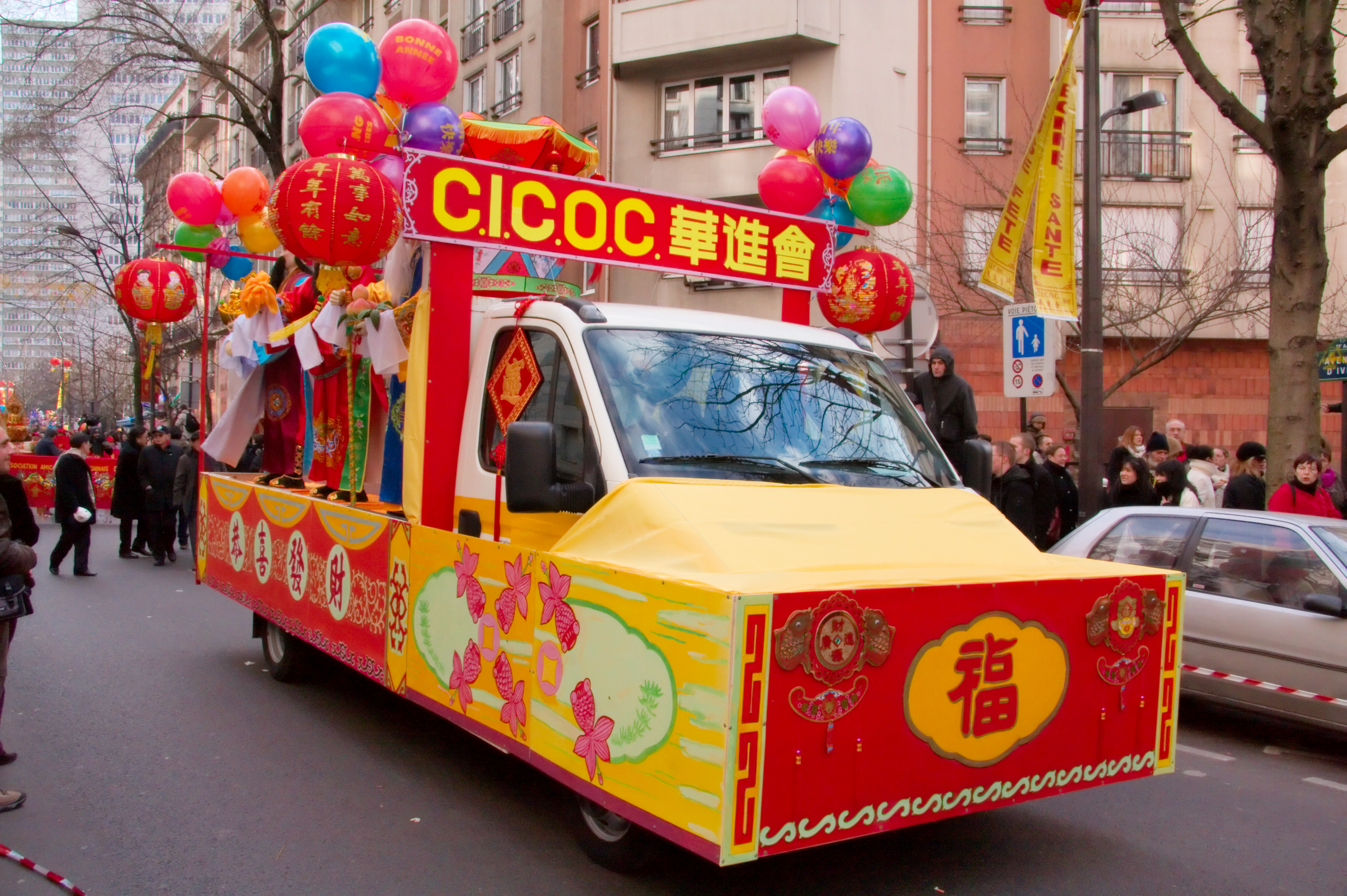
2009年，在巴黎13區舉行的農曆新年慶祝活動，彩車的正面有一個福字。
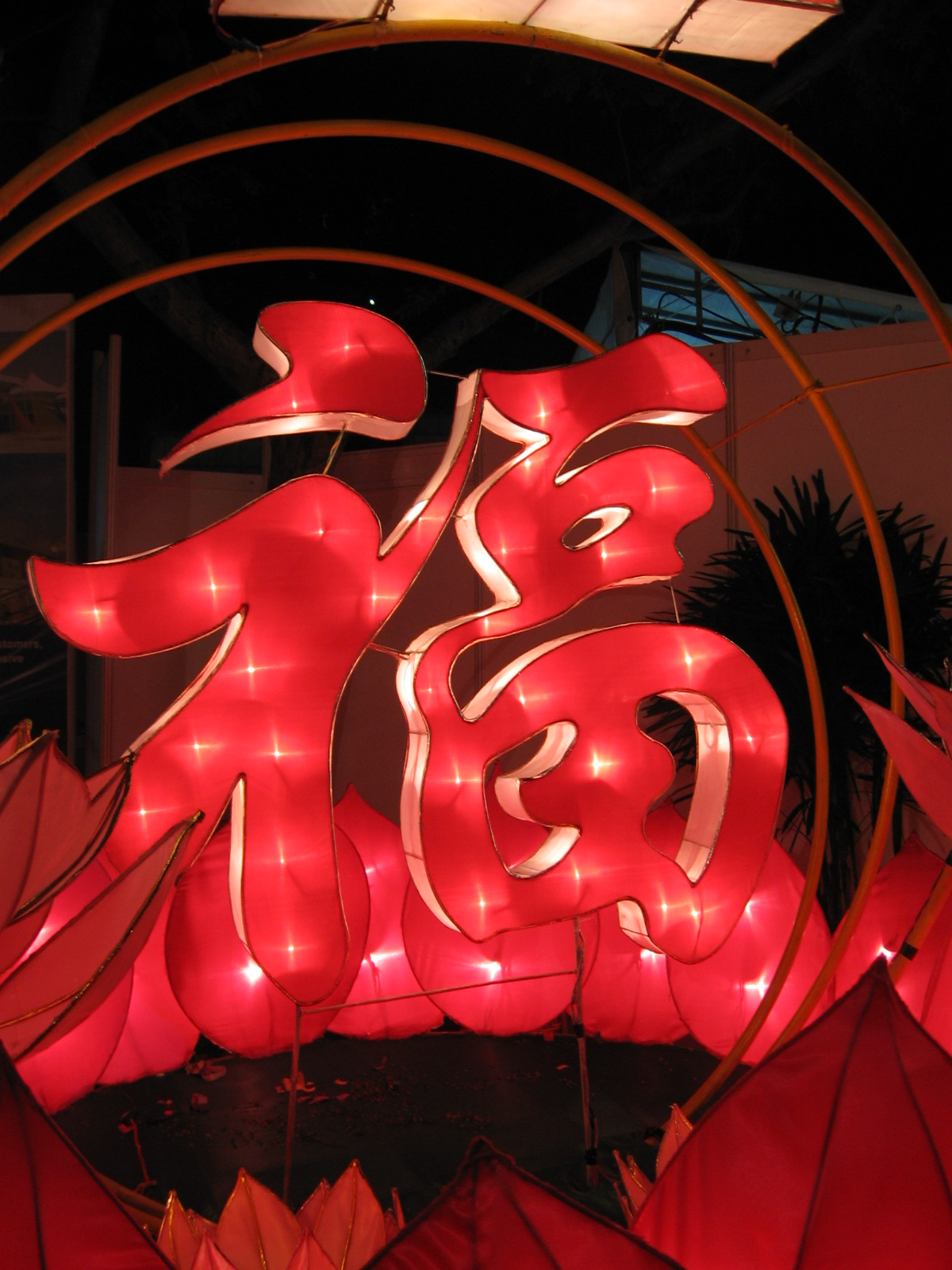
在2006年農曆新年期間，新加坡春到河畔嘉年華展示的福字燈飾。
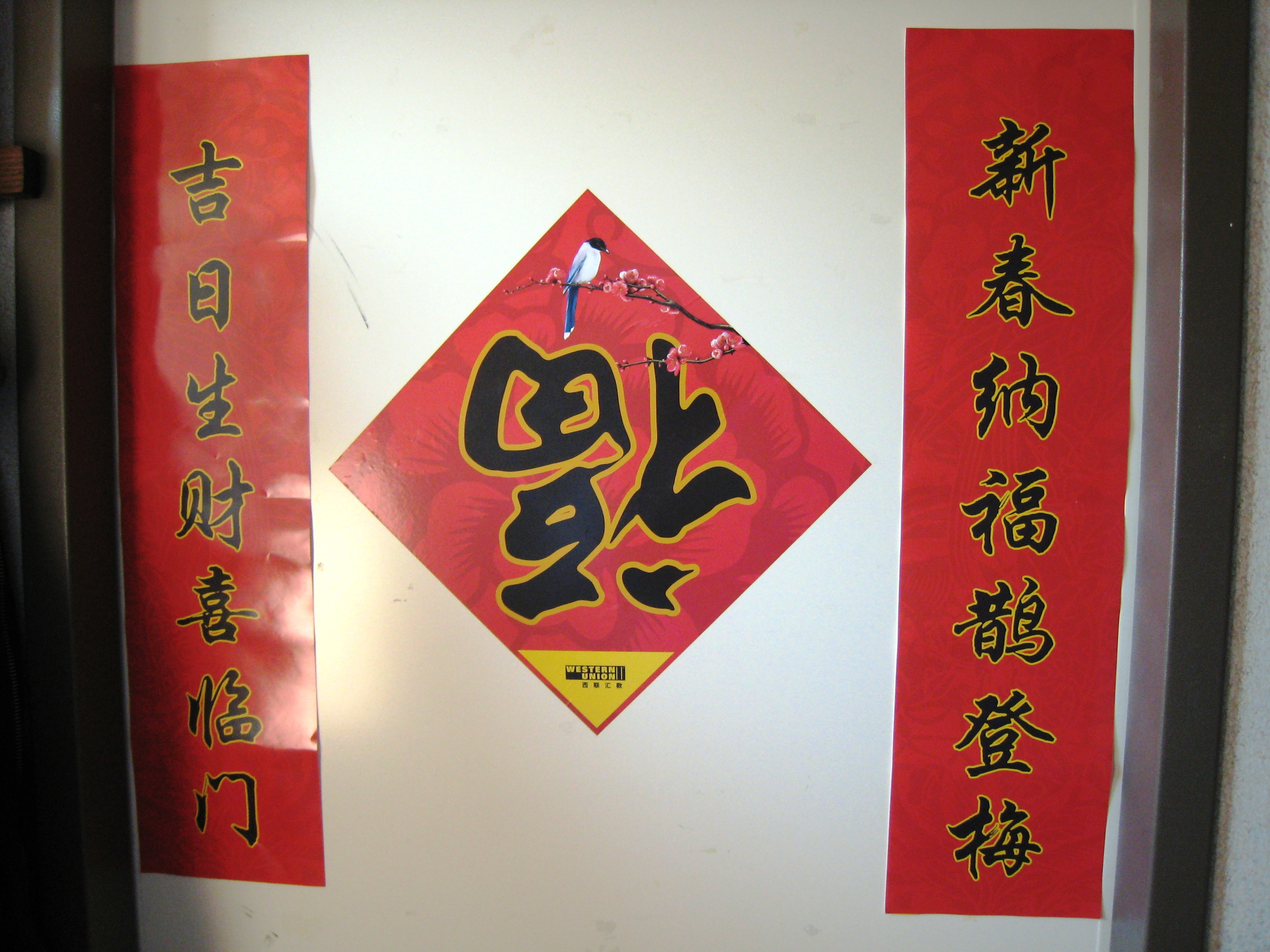
在美國科羅拉多州恩格爾伍德市西聯匯款的總部，農曆新年期間貼在門上的斗方倒福字與對聯。
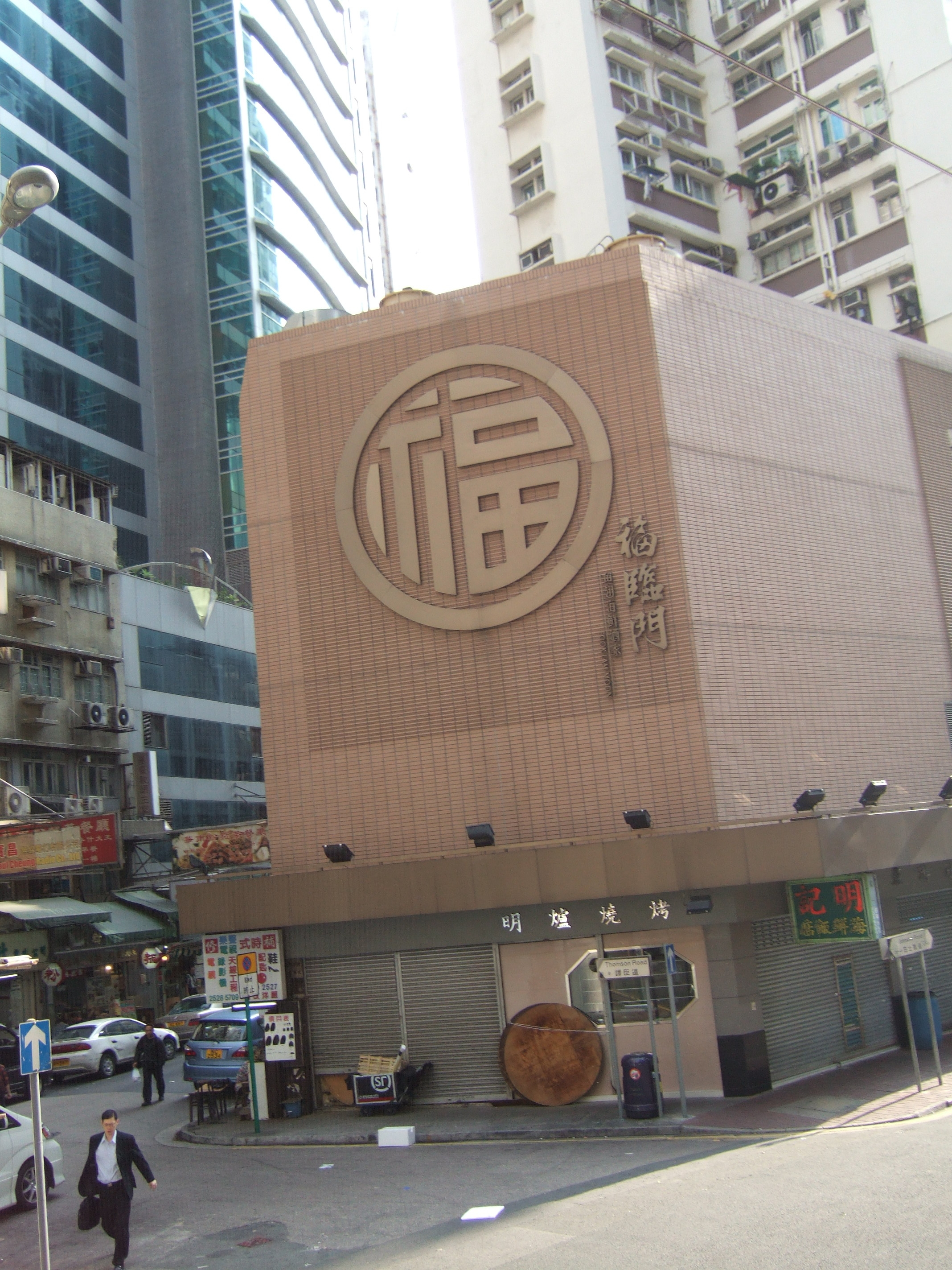
一間用福字作為商標的海鮮酒家
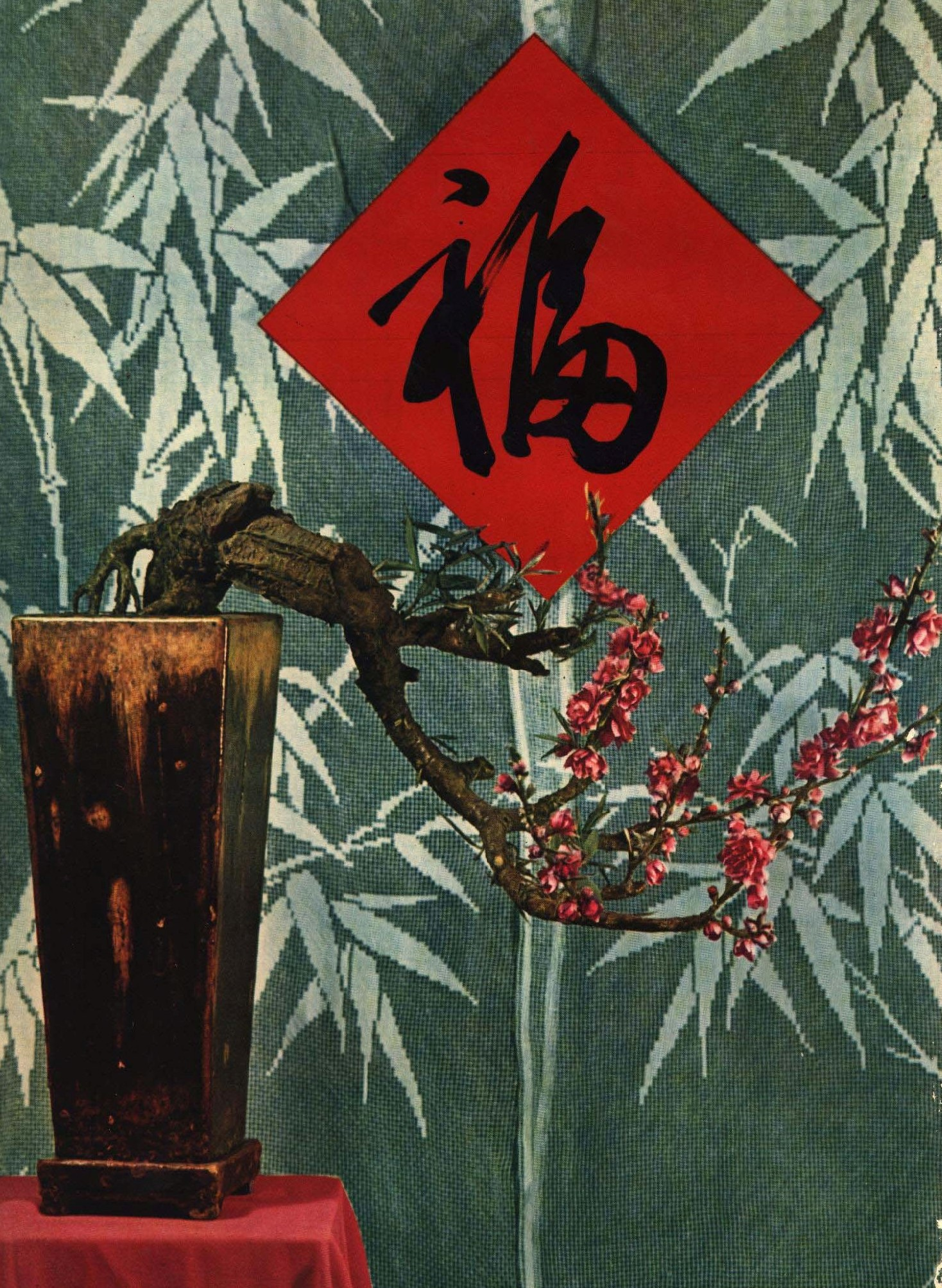
1962年迎新春
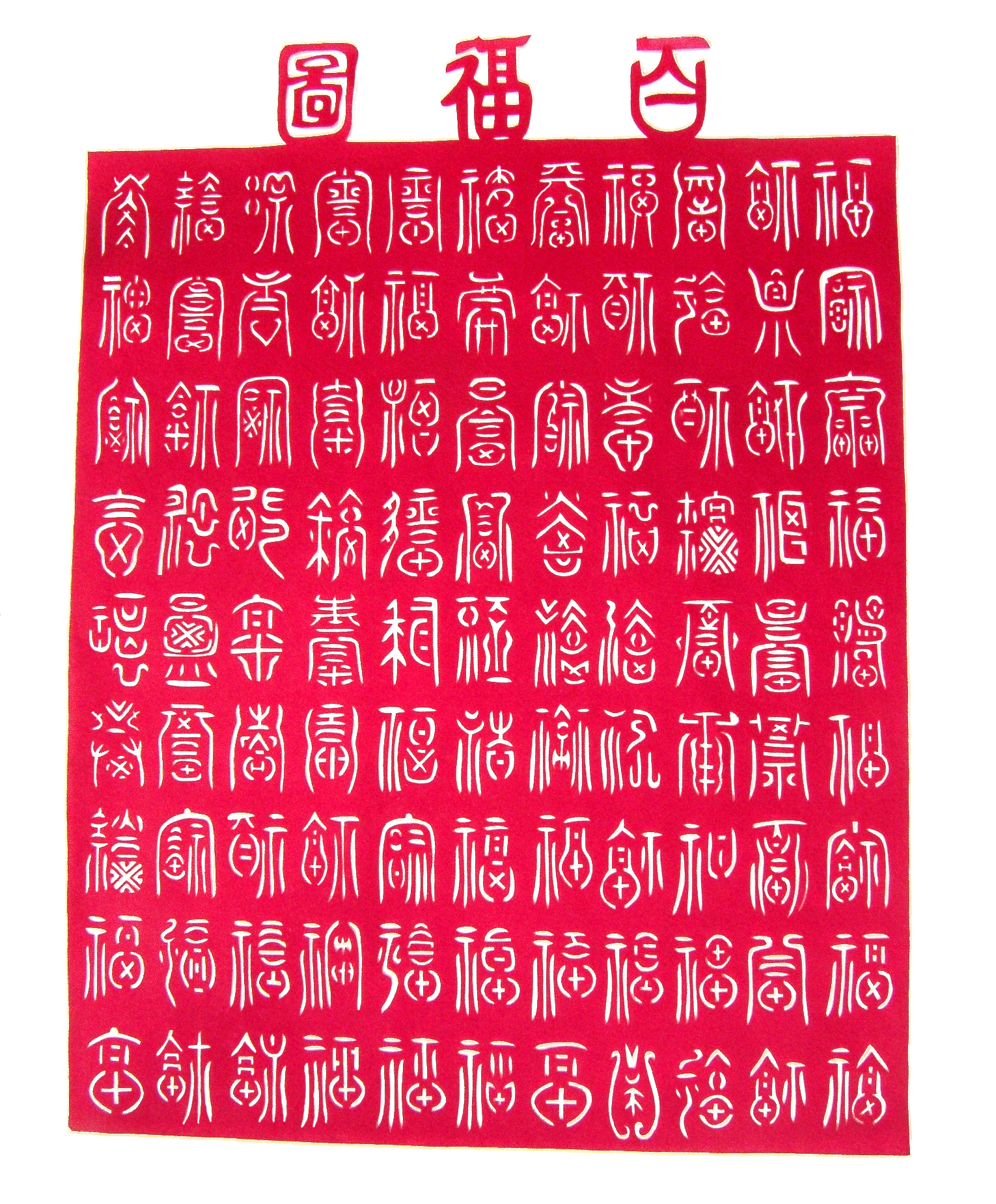
百福圖